# إريك ستروبل
إريك ستروبل (بالألمانية: Erich Strobl)‏ هو لاعب كرة قدم نمساوي، ولد في 3 مايو 1933.